# Monika Brudlewsky
Monika Brudlewsky geb. Hamelmann (* 4. Mai 1946 in Groß-Ottersleben) ist eine deutsche Politikerin (CDU) aus Sachsen-Anhalt.

## Leben
Nach dem Abitur besuchte sie von 1964 bis 1966 die medizinische Fachschule. Als Krankenschwester arbeitete sie in einem Krankenhaus, einem Altersheim, einer Behinderteneinrichtung und einer Arztpraxis (bis 1990).
1973 trat sie in die CDU der DDR ein. Im März 1990 wurde sie in die Volkskammer gewählt, im Dezember 1990 in den Deutschen Bundestag, dem sie bis 2002 angehörte. Von 1992 bis 1996 war Brudlewsky auch Mitglied des Zentralkomitees der deutschen Katholiken.
Sie engagiert sich in der Lebensrechtsbewegung und ist Mitglied der Christdemokraten für das Leben (CDL). Des Weiteren ist sie Schriftführerin des Arbeitskreises Christlicher Publizisten.

## Veröffentlichungen
- Das Recht auf Leben im Bewußtsein der Menschen in den neuen Bundesländern. In: Schriftenreihe der Juristen-Vereinigung Lebensrecht. Band 9, Köln 1992.